# حريق مستشفى بهروش
حريق مستشفى بهروش في 1 مايو 2021 تسبب حريق في مستشفى في بهروش غوجارات في الهند، في مقتل ما لا يقل عن 16 مريضًا من مصابي كوفيد 19 وممرضين.

## خلفية
تضررت الهند بشدة من جائحة كوفيد 19 وتواجه موجة ثانية من الوباء. في 23 أبريل 2021 توفي 13 مريضًا من كوفيد 19 في مستشفى في فيرار بولاية ماهاراشترا بعد اندلاع حريق في وحدة العناية المركزة بالمستشفى. في وقت سابق من أبريل 2021 توفي ما لا يقل عن 24 مريضًا بفيروس كوفيد في مستشفى في ناشيك بولاية ماهاراشترا عندما نفد الأكسجين بسبب تسرب خزان.

## الحادث
في الساعات الأولى من يوم 1 مايو 2021، وبالتحديد في الساعة 1 صباحًا، اندلع حريق في جناح كوفيد 19 في مستشفى بهروش للرعاية الإجتماعية، وهو مستشفى مخصص لـ مرضى كوفيد 19، يقع على بعد حوالي 190 كم من أحمد أباد، غوجارات.
أعرب رئيس وزراء الهند ناريندرا مودي عن تعازيه الحارة بقوله: نتألم من الخسائر في الأرواح بسبب حريق في مستشفى في بهاروش. أعلن رئيس وزراء ولاية غوجارات فيجاي روباني عن مساعدة إكرامية بقيمة ₹4 لك (5600 دولار أمريكي) لأقارب الضحايا.